# Salsa (dans)
 For alternative betydninger, se Salsa. (Se også artikler, som begynder med Salsa)
Salsa er en latinamerikansk dans. Navnet kommer af det spanske ord for sovs og dækker over, at flere stilarter inden for dans er blevet blandet sammen til det, der i dag kaldes salsa. Navnet salsa blev opfundet i USA i slutningen af 70'erne, som en ny etikette i forbindelse med relanceringen af de mange forskellige latiamerikanske musikgenre, i stedet for den tidligere betegnelse "latin jazz" tilbage fra 30'erne og 40'erne og som op gennem 70'erne havde mistet sin gennemslagskraft og bevågenhed – I Cuba kaldes dansen Casino.
Der er bred enighed om, at betegnelsen oprindeligt stammer fra musikmiljøet i New York, men den anvendes til dels også i dag i de dele af Latinamerika, hvor dansen har sin oprindelse eller dyrkes i væsentlig grad, med Cuba, Colombia og Puerto Rico som de vigtigste lande.
Der findes forskellige stilarter indenfor salsa, de to største hovedstilarter er X-body Salsa og Cubansk Salsa (Casino). 
Fælles for begge stilarter er, at det er en såkaldt improviserede pardans, hvor man ikke behøver have en fast dansepartner, fordi herren "fortæller" kvinden med sin føring med hænderne, hvad der skal gøres. Derfor gælder det for herren at føre kvinden præcist og tydeligt, så hun kan følge hans trin og figurer, og for kvinden at læse hans føring hurtigt og præcist, så der opstår et naturligt flow i dansen. 
For begge hovedstilarter gælder det at deres dansetekniske fundament er den cubanske dans Son og deres bevægelsesmæssige (kropslige) fundament er den cubanske Rumba. Son er tillige også en danse-stilart lige som Rumba er det og som nævnt begge fra Cuba. 
Ligesom i dansen findes der forskellige stilarter af musikken salsa, afhængigt af hvor i verden den komponeres og produceres. X-body Salsa dansere fortrækker ofte den amerikansk produceret og mere jazz inspireret, med ofte tydelige rytmer fra xylofon og eller fløjte samt Puertoricansk og/eller Colombiansk salsamusik. De der danser cubansk salsa foretrækker ofte den mere rytmiske cubanske Timbasalsa, men kan naturligvis også danse til de øvrige førnævnte "stilarter".
Musikken "kører" over 8 taktslag, og i løbet af de 8 taktslag tages i salsadansen normalt 6 trin skiftevis med højre og venstre fod. Manden bruger altid venstre fod til trin 1 og kvinden højre. For at få de 6 trin fordelt over de 8 taktslag danses der på taktslag 1, 2 og 3, holdes pause på taktslag 4, danses på taktslag 5, 6 og 7 og holdes pause på taktslag 8.
Hvis man danser på 1 tager man trin 1 på taktslag 1. I cubansk salsa danses der normalt altid på 1. Hvis man danser på 2 som i Son, starter man med trin 1 på musikkens taktslag 2. På den måde kommer trin 6 til at ligge på musikkens taktslag 8, fordi der så danses på musikkens taktslag 2,3,4, pause på 5 og så igen på taktslag 6,7,8, pause på 1 osv.
I cubansk salsa er det almindeligt at man i stedet for at holde pause på taktslag 4 og 8 nogle gange tapper (stepper) med den fod man skal til at tage et trin med i taktslaget efter. Da man normalt danser på 1 i cubansk salsa, betyder det altså at manden kan vælge at tappe med højre fod på taktslag 4 og med venstre fod på taktslag 8. Kvinden tapper med den modsatte fod af manden.